# گرداب (عباس‌آباد)
گرداب، روستایی است از توابع بخش عباس‌آباد شهرستان تنکابن در استان مازندران ایران.

## جمعیت
این روستا در دهستان لنگارود قرار دارد و براساس سرشماری مرکز آمار ایران در سال ۱۳۸۵، جمعیت آن ۳۲۸ نفر (۸۳خانوار) بوده‌است. مردم گرداب از قومیت طبری هستند مردم گرداب به زبان طبری (مازندرانی) سخن می‌گویند.